# La Scarzuola

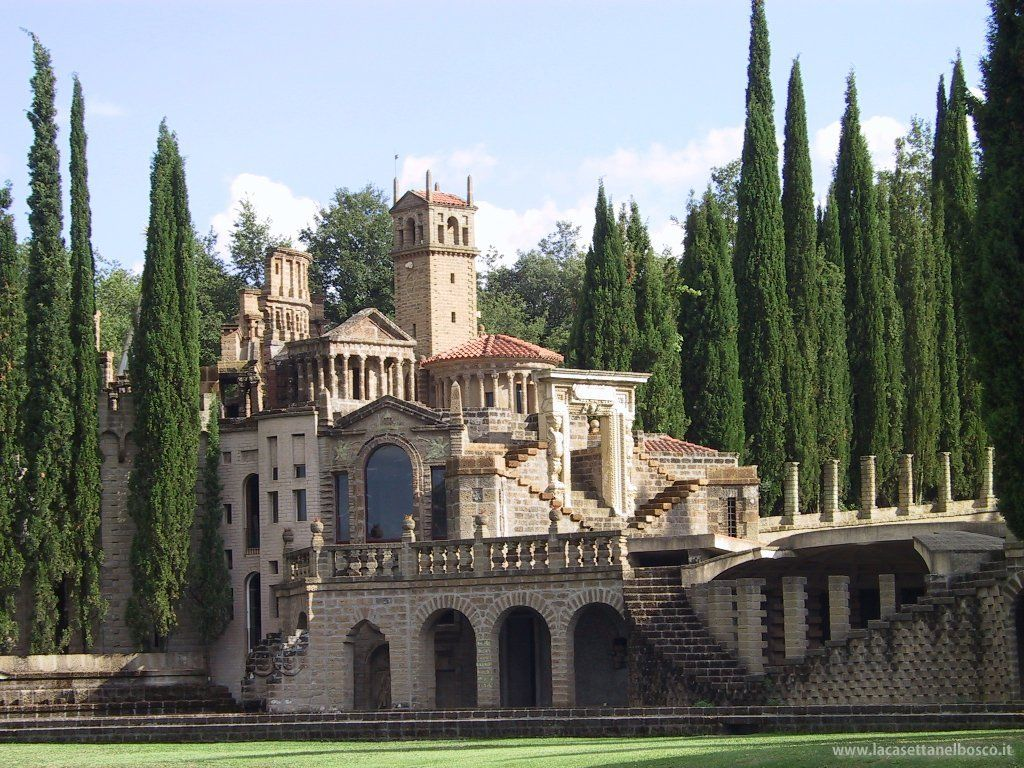
Miasto idealne La Scarzuola

La Scarzuola (również Città Buzziana) – zespół architektoniczny zlokalizowany w regionie Umbria, we Włoszech, niedaleko miejscowości Montegiove. Miejsce to łączy w sobie elementy architektury, sztuki i filozofii, będąc jednocześnie historycznym klasztorem oraz surrealistycznym „idealnym miastem”. Zostało ono zaprojektowane i zbudowane przez włoskiego architekta Tommaso Buzziego w XX wieku, na terenie, gdzie według tradycji, św. Franciszek z Asyżu założył w XIII wieku klasztor, który miał być jego pierwszą siedzibą.

## Historia
La Scarzuola swoją nazwę zawdzięcza roślinie „scarza”, której według legendy św. Franciszek z Asyżu użył w 1218 roku do budowy swojej pierwszej chaty na tym terenie. Dla upamiętnienia jego obecności, pod koniec XIII wieku miejscowi dostojnicy wznieśli mały kościół oraz klasztor, w którym przez ponad 500 lat mieszkali franciszkanie. Pod koniec XVIII wieku klasztor został opuszczony, a teren przeszedł w ręce lokalnych szlachciców, aż w XIX wieku nabyła go rodzina Marchesi Misciattelli z Orvieto. To właśnie potomek tej rodziny, markiz Paolo Misciattelli, zwrócił uwagę Tommaso Buzziego na to miejsce.
Włoski architekt i scenograf Tommaso Buzzi, znany ze swoich projektów inspirowanych utopijnymi ideami, kupił Scarzuolę w 1956 roku. Miejsce to, otoczone naturą i przesiąknięte historią, stało się dla niego idealnym miejscem do realizacji jego wizji. Buzzi przez 24 lata tworzył swoją „autobiografię z kamienia”, surrealistyczną utopię, którą nazwał „idealnym miastem”. Sam opisywał to miejsce jako „oazę kontemplacji, pracy, ciszy i fantazji”, gdzie splatały się różne style architektoniczne – klasyczne, średniowieczne, renesansowe, manierystyczne, a nawet dekadenckie.
Za kościołem klasztornym Buzzi budował w ukryciu swoją „Buzzianę” – kompleks pełen mistycznych, symbolicznych budowli, które odzwierciedlały jego osobiste wizje i fascynacje literaturą ezoteryczną oraz filozofią. La Scarzuola to miejsce, w którym każdy może odnaleźć swoją własną ścieżkę refleksji, otoczoną przez architekturę pełną ukrytych znaczeń i symboli.
Po śmierci Buzziego w 1981 roku, jego siostrzeniec Marco Solari przejął pieczę nad La Scarzuolą, kontynuując prace nad niedokończonym dziełem i otwierając je dla odwiedzających. Solari dba o to, by dziedzictwo i wizja Buzziego były zachowane i rozwijane.

## Architektura i koncepcja
Kompleks La Scarzuola składa się z dwóch głównych części: starego klasztoru franciszkańskiego oraz nowoczesnej, fantazyjnej struktury zaprojektowanej przez Buzziego. Budowle tworzące „idealne miasto” charakteryzują się zróżnicowaną architekturą, łączącą style klasyczne, barokowe oraz elementy surrealistyczne. Buzzi, czerpiąc inspiracje z dzieł takich artystów jak Piranesi, stworzył przestrzeń wypełnioną symboliką ezoteryczną, filozoficzną i mitologiczną.
W La Scarzuola można znaleźć liczne ogrody, labirynty, rzeźby, teatry, amfiteatry oraz zamki, które symbolizują różne aspekty ludzkiej natury, sztuki i życia duchowego. Wśród najbardziej znanych elementów kompleksu są m.in.:
- Teatr Siedmiu Teatrów – złożona struktura złożona z siedmiu scen, które odzwierciedlają różne fazy życia i śmierci[4][7];
- Gigantyczne schody prowadzące donikąd – jeden z symboli poszukiwań duchowych i intelektualnych[4][7];
- Zamki i świątynie – budowle, które reprezentują dążenie do doskonałości i równowagi[4][7].

Całość projektu La Scarzuola odzwierciedla osobiste poszukiwania Buzziego, dotyczące idei utopii, oraz jego zainteresowanie światem mistyki i filozofii.

## Symbolika
La Scarzuola jest niezwykle bogata w symbolikę, łącząc elementy filozofii, alchemii i ezoteryki. Tomaso Buzzi, tworząc swoją „Città Ideale” (Idealne Miasto), chciał odzwierciedlić podróż ludzkiej duszy przez życie, śmierć i odrodzenie, dążąc do oświecenia i zrozumienia. Każdy element architektoniczny kompleksu ma głębokie znaczenie symboliczne, co czyni to miejsce swoistym „labiryntem” refleksji. Kluczowe struktury, takie jak teatr siedmiu scen, symbolizują różne etapy życia człowieka i jego wewnętrzne dylematy.
Inspiracją dla Buzziego była również książka Hypnerotomachia Poliphili z 1499 roku, która opowiada o alegorycznej podróży inicjacyjnej. Kompleks ukazuje dualizm – chrześcijańska duchowość starego klasztoru zestawiona jest z teatralnością i mistycyzmem stworzonego przez Buzziego miasta, które odzwierciedla trudności ludzkiego życia i poszukiwanie sensu. Symbolika w budynkach, takich jak amfiteatry i labirynty, przedstawia zarówno duchową podróż, jak i proces twórczy, który zdaniem Buzziego jest „szaleńczym” doświadczeniem artystycznym.

## Odbiór
Opinie na temat La Scarzuoli są zróżnicowane, a jej estetyka oraz głębokie symboliczne znaczenie czynią ją obiektem wielu interpretacji. Kompleks wzbudza wiele emocji i kontrowersji zarówno wśród krytyków, jak i zwiedzających.
Artyści oraz twórcy kultury często dostrzegają w La Scarzuoli źródło inspiracji, które można z powodzeniem wykorzystać w swoich dziełach. Z kolei studenci architektury traktują ją jako przykład innowacyjnego podejścia do przestrzeni oraz estetyki, które łączy różne style i filozoficzne koncepcje. Krytycy sztuki opisują ją jako „architektoniczny traktat” na temat życia, śmierci i transcendencji, zwracając uwagę na to, jak Tommaso Buzzi w swoim projekcie wykorzystał różnorodne style architektoniczne i elementy ezoteryczne. Te aspekty tworzą unikalną przestrzeń sprzyjającą refleksji i kontemplacji.
Zwiedzający często podkreślają bogactwo symboliki obecnej w La Scarzuoli oraz niezwykłe połączenie różnych stylów architektonicznych. Wiele osób określa wizytę w tym miejscu jako „niesamowite doświadczenie”, zaznaczając, że La Scarzuola inspiruje ich do głębszej refleksji nad życiem i jego znaczeniem.

## Galeria

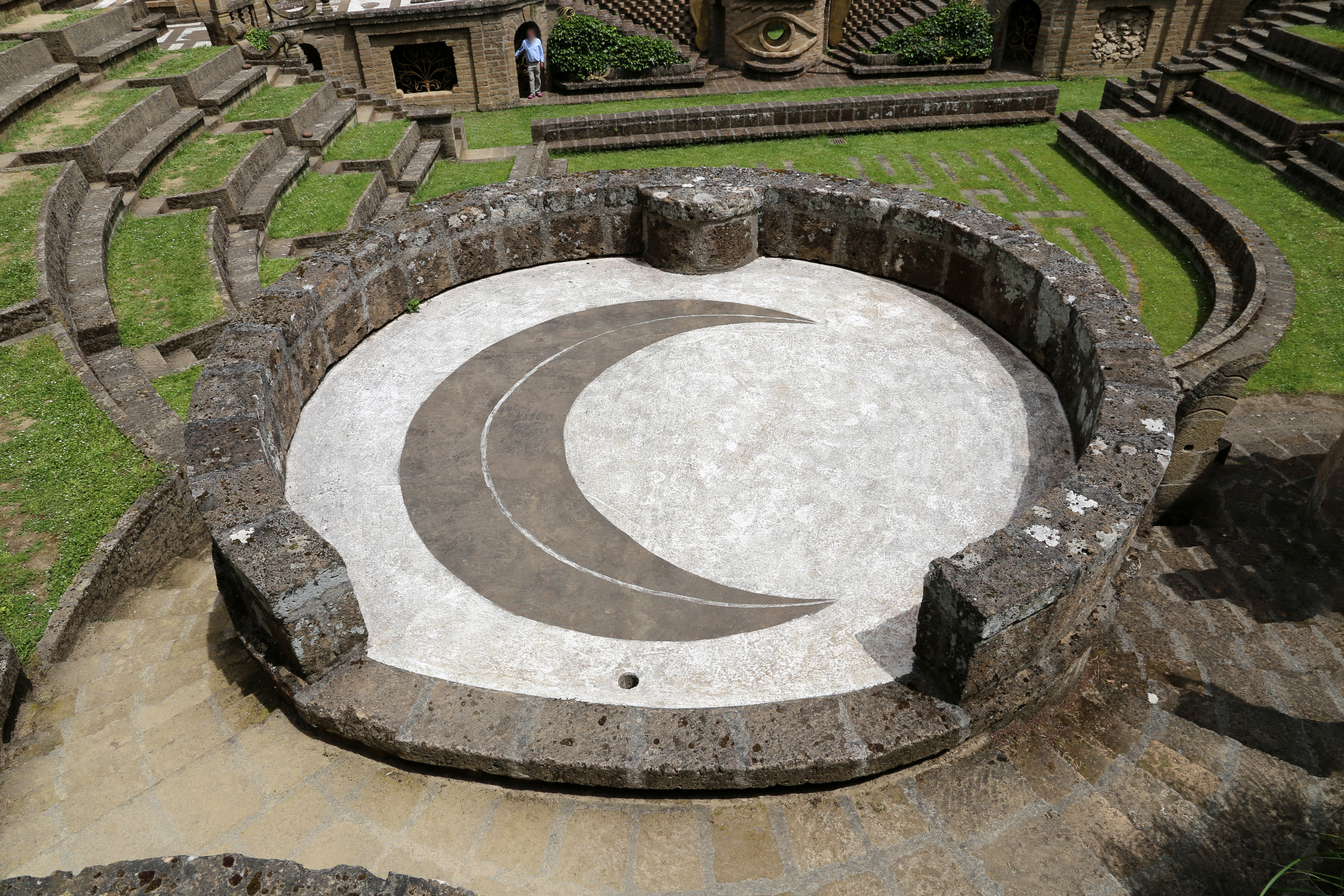
Amfiteatr księżyca
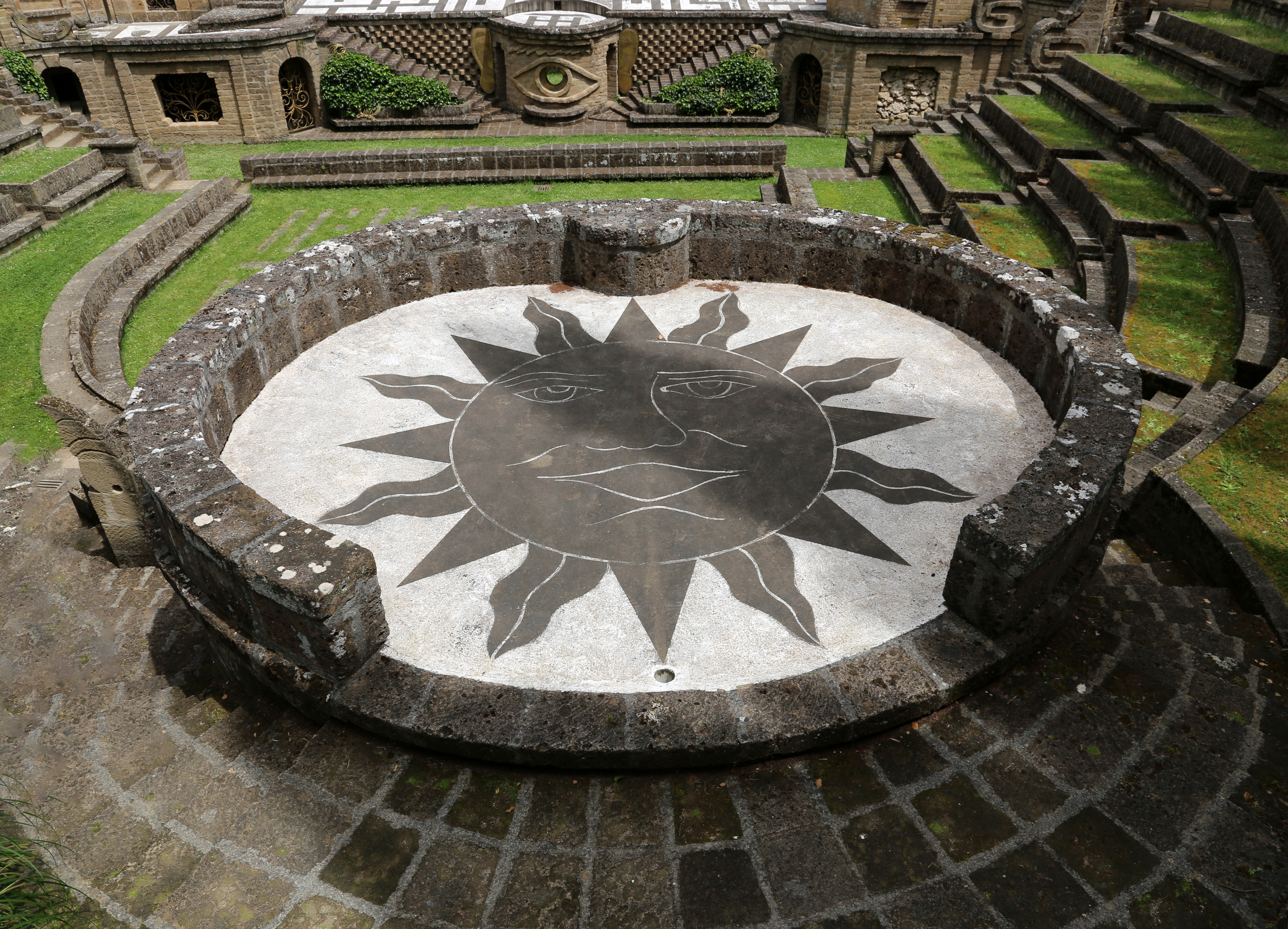
Amfiteatr słońca
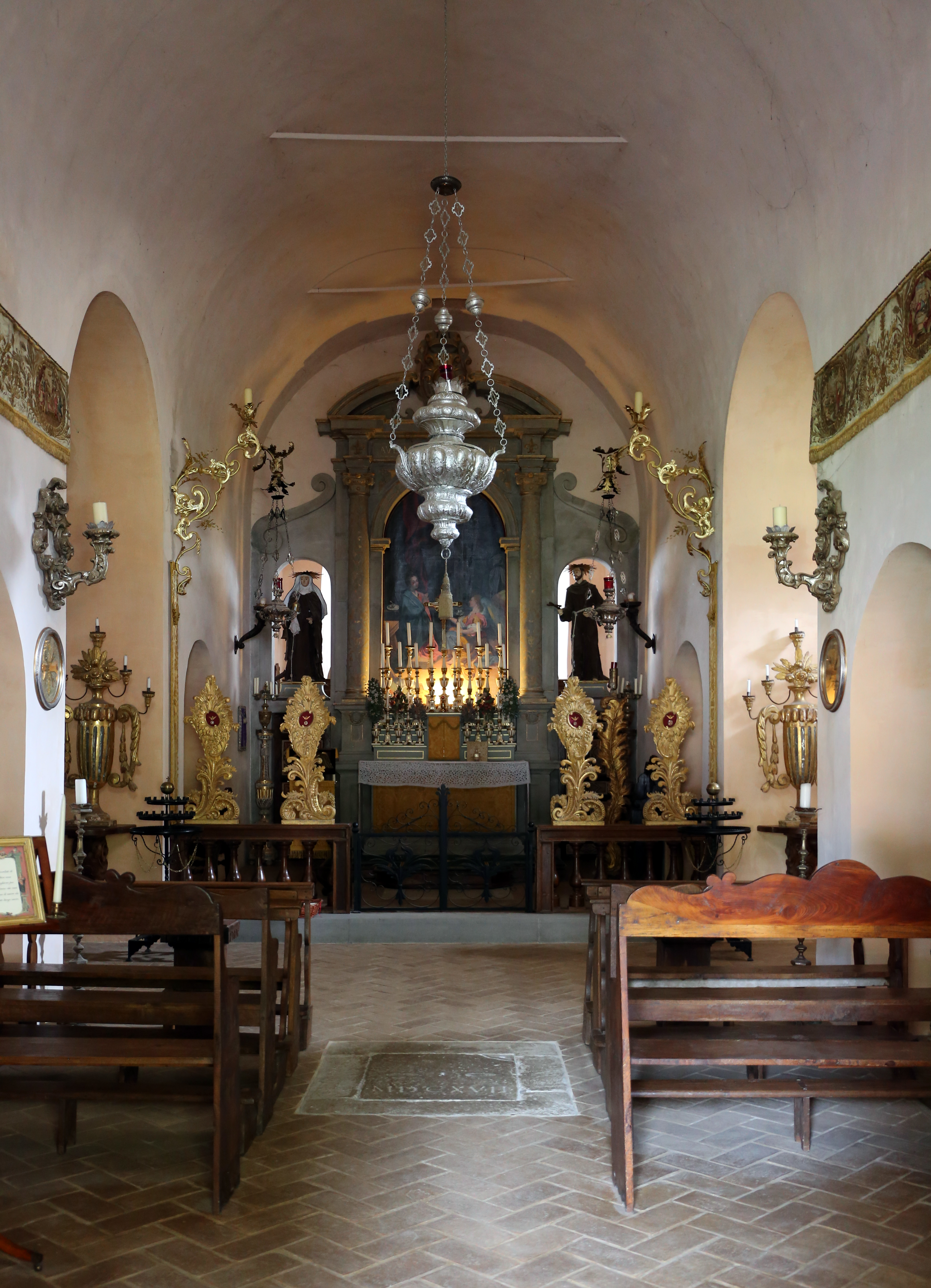
Ołtarz
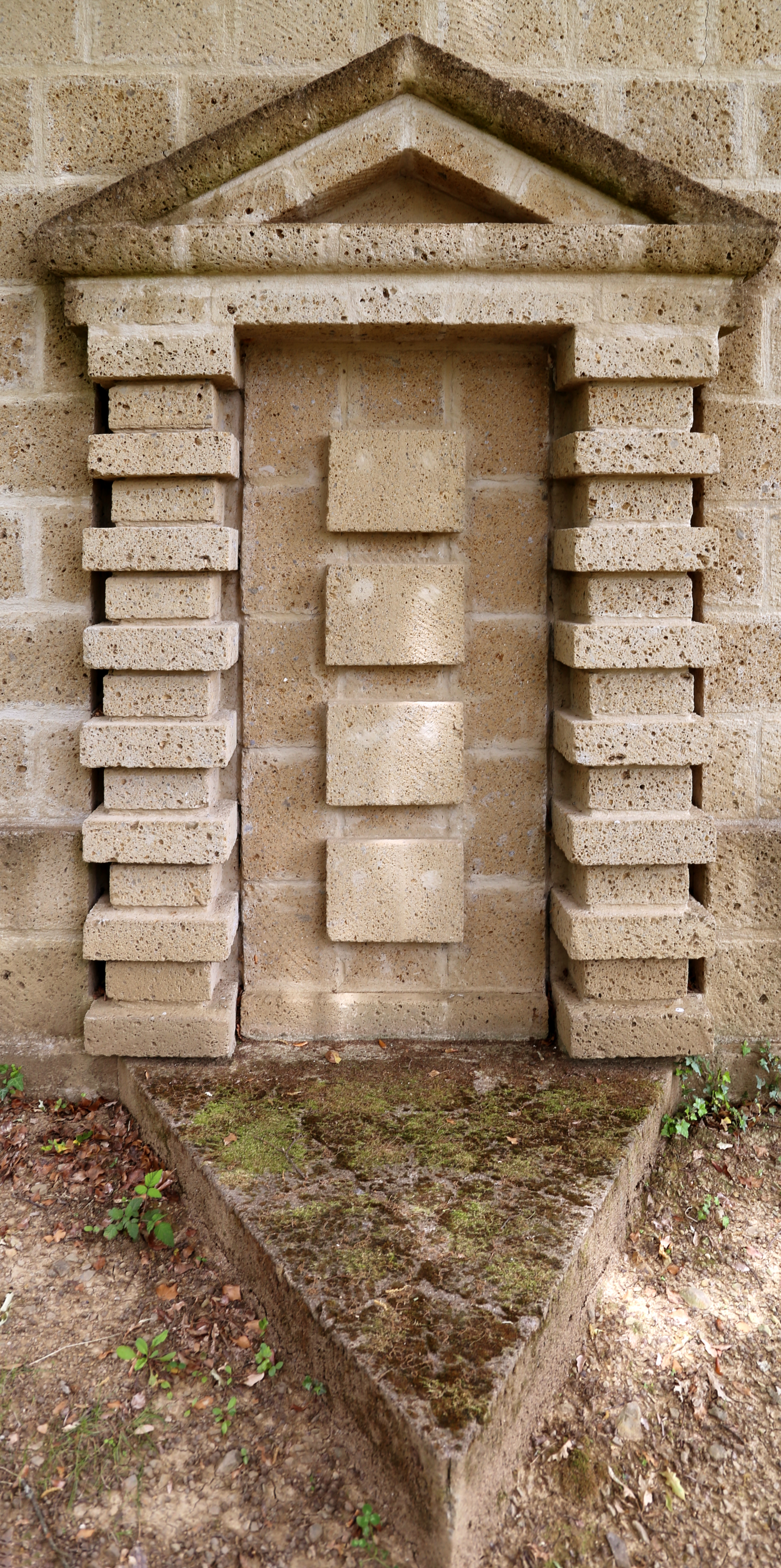
Portal
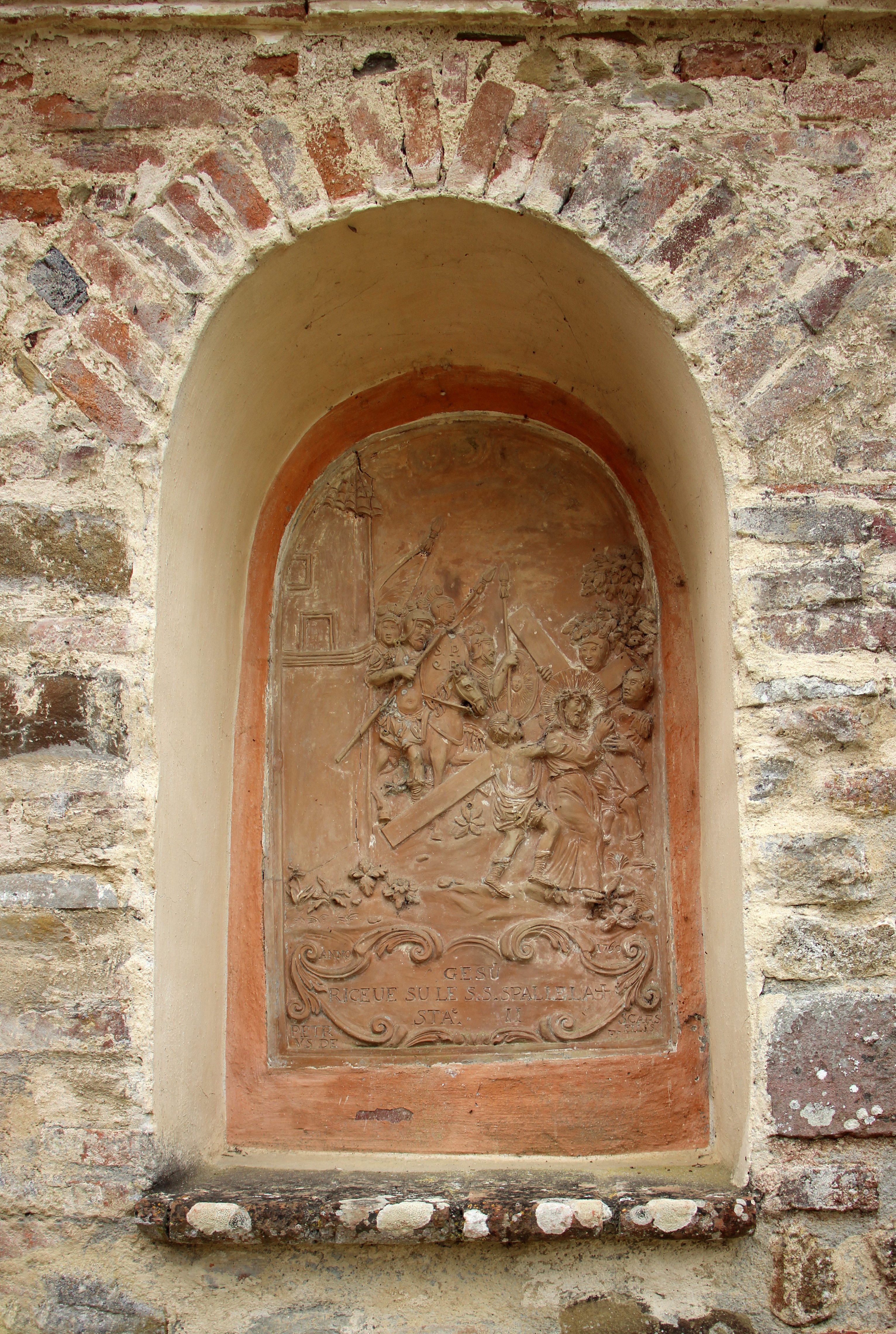
Płaskorzeźba na ścianie klasztoru
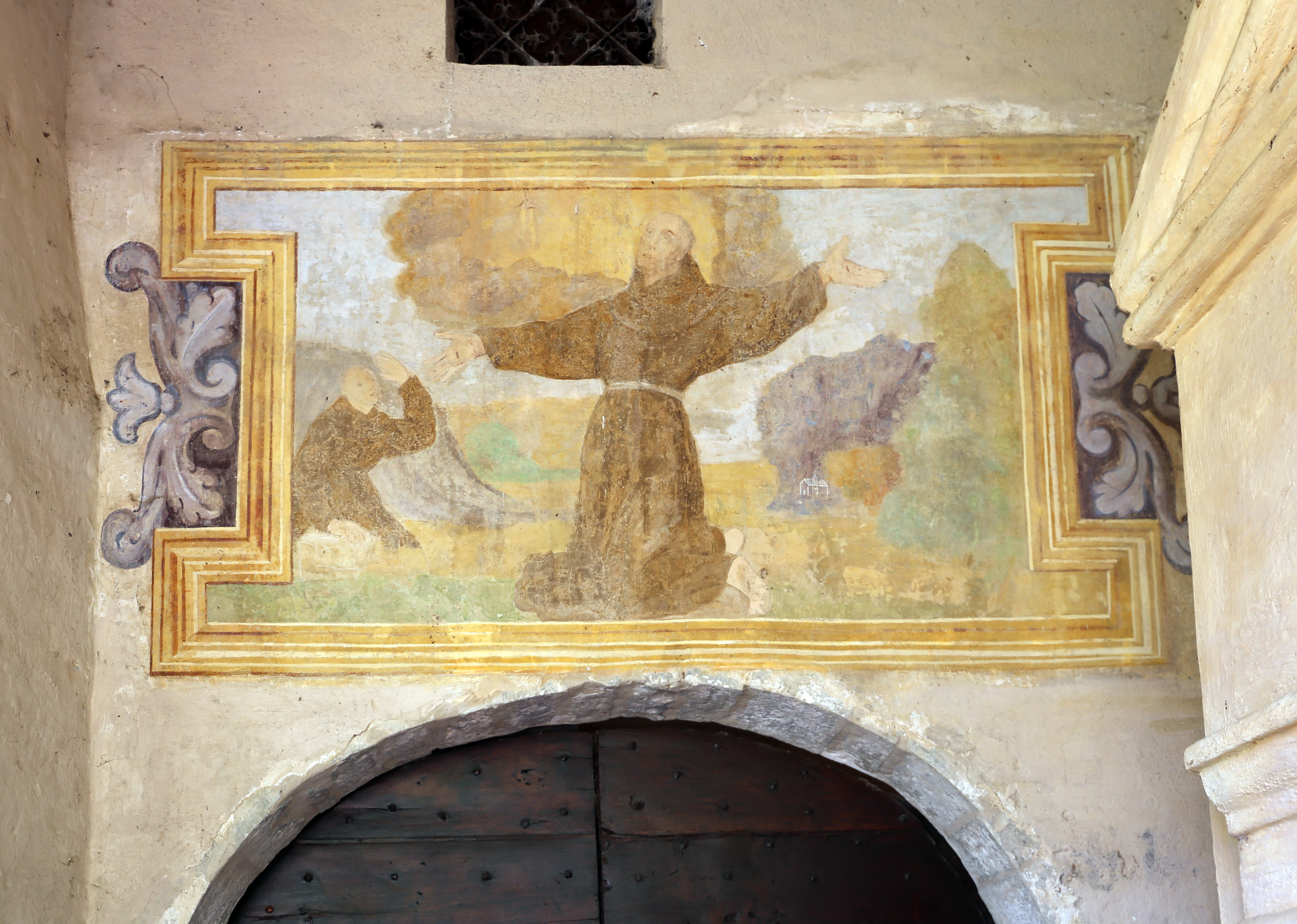
Portyk
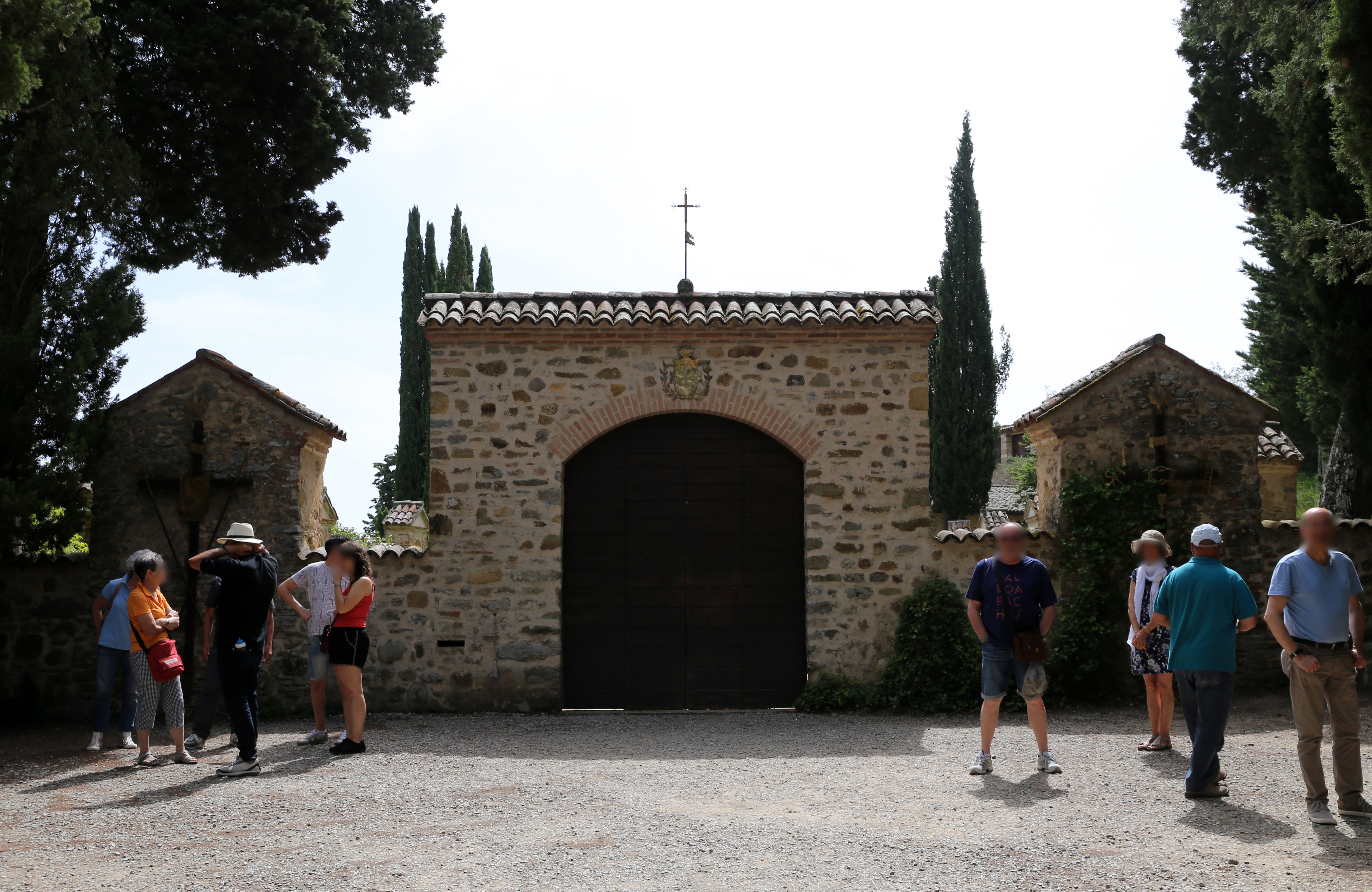
Wejście